# Almir
Almir Moraes Andrade (nacido el 11 de mayo de 1973) es un exfutbolista brasileño que se desempeñaba como centrocampista.
Jugó para clubes como el Atlético Paranaense, Otsuka Pharmaceutical, Palmeiras, Goiás, América de Cali, FC Tokyo, Consadole Sapporo, América y Coritiba.

## Trayectoria

### Clubes
| Club                  | País     | Año         |
| --------------------- | -------- | ----------- |
| Atlético Paranaense   | Brasil   | 1994        |
| Otsuka Pharmaceutical | Japón    | 1995 - 1996 |
| Palmeiras             | Brasil   | 1997        |
| Goiás                 | Brasil   | 1997        |
| América de Cali       | Colombia | 1998        |
| Otsuka Pharmaceutical | Japón    | 1998        |
| FC Tokyo              | Japón    | 1999        |
| Consadole Sapporo     | Japón    | 2000 - 2001 |
| América               | Brasil   | 2002        |
| Coritiba              | Brasil   | 2003        |